# 金斯卡亞區

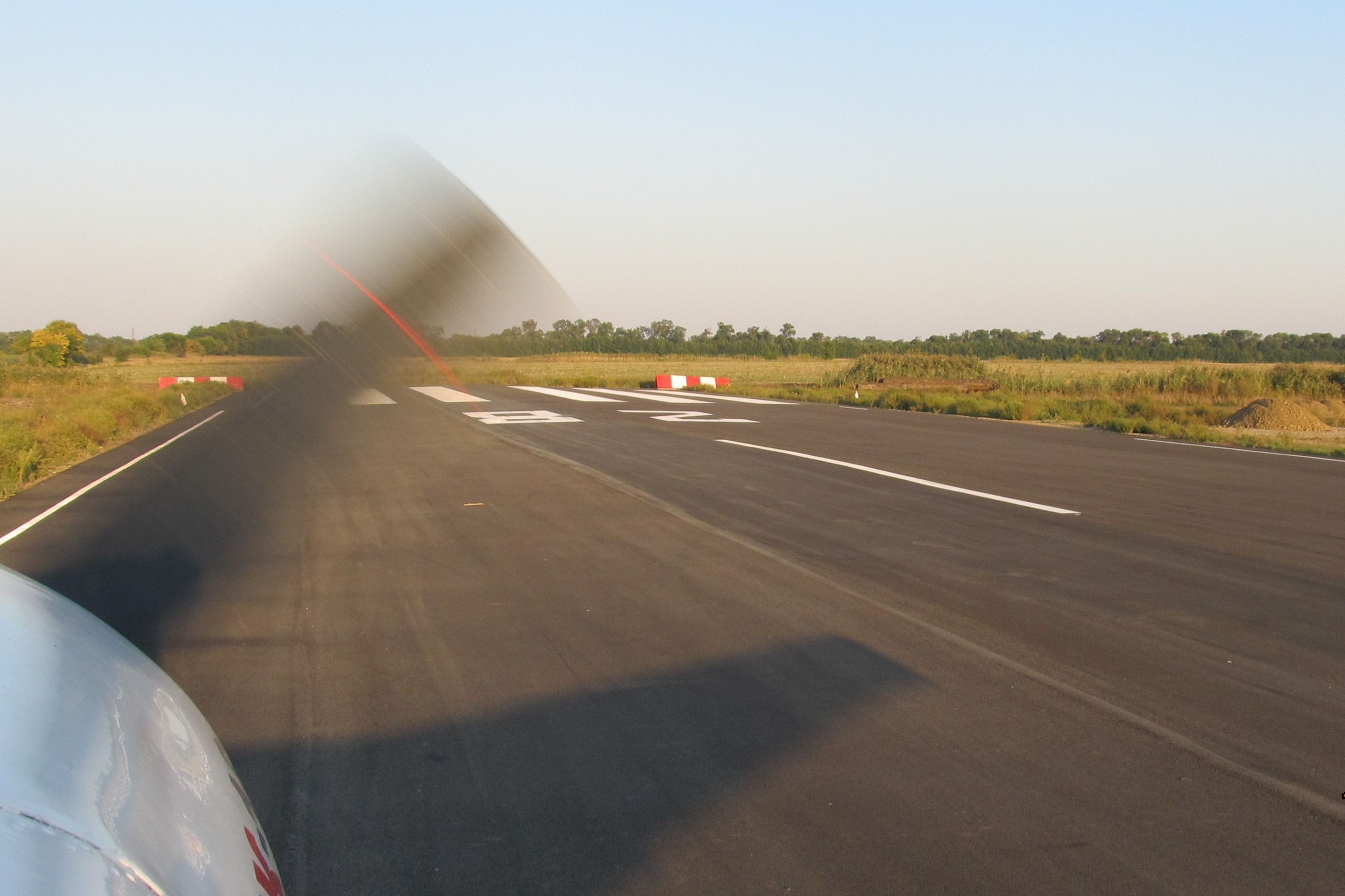

45°12′N 39°14′E / 45.200°N 39.233°E
金斯卡亞區（俄语：Динской район），是俄羅斯的一個區，位於該國西南部，由克拉斯諾達爾邊疆區負責管轄，面積1,361.96平方公里，2010年人口126,871，人口密度每平方公里93.15人。